# Acanthoneelidus pratensis
Acanthoneelidus pratensis (лат.) — вид коллембол, единственный в составе рода Acanthoneelidus из семейства Neelidae. Европа (Польша).

## Описание
Размер тела около 0,3 мм. Глаза всегда отсутствуют, усики короче диагонали головы. Антенномеры III и IV раздельные. Тело шаровидной формы. Покровы с грубой вторичной грануляцией, дермастр отсутствует; верхняя губа обычная без модификации передних щетинок и без переднего отростка. Тело с 9+9 τ-хетами, 2+2 трубчатыми s-хетами (s1, s5), 2 + 2 бобовидными s-хетами (s2, s3). Сенсорные поля хорошо развиты со специальными внутренними хетами, sf6 с пятью сторожевыми хетами. Абдоминальный стернум IV с 1+1 неосминтуроидной хетой. Дистальный сочленовный отросток манубриума с двумя выпуклыми кончиками. Денс без срединного сочленовного отростка. Унгиус без Bp. Тентакулум (зацепка) с 4+4 зубцами.

## Систематика
Вид был впервые описан в 1999 году под названием Acanthothorax pratensis Bretfeld & Griegel, 1999 , выделен в монотипический род Acanthothorax, а в 2006 году предложено новое родовое имя Acanthoneelidus.